# Zacharia C. Panțu
Zacharia C. Panțu (o Pantzu) (* 1866 - 19 de marzo de 1934, Bucarest) fue un botánico rumano .
- La abreviatura «Pantu» se emplea para indicar a Zacharia C. Panțu como autoridad en la descripción y clasificación científica de los vegetales.[1]